# Tuffi ai campionati mondiali di nuoto 2019 - Trampolino 3 metri maschile
La gara dei tuffi dal trampolino 3 metri maschile dei campionati mondiali di nuoto 2019 è stata disputata il 17 luglio e il 18 luglio presso il Nambu International Aquatics Centre di Gwangju. La gara, alla quale hanno preso parte 57 atleti provenienti da 33 nazioni, si è svolta in tre turni, in ognuno dei quali gli atleti hanno eseguito una serie di sei tuffi.
La medaglia d'oro è sta vinta dal cinese Xie Siyi con 545.45, che ha preceduto il connazionale Cao Yuan (517.85 punti) ed il britannico Jack Laugher. Laugher ha condotto la gara in testa sino alla penultima ultima serie di tuffi, giungendo ad un vantaggio di 31,10 punti di vantaggio, ma ha compromesso la vittoria con un errore nel triplo salto mortale e mezzo indietro raggruppato, dove ha ottenuto solo 30,60 punti.

## Programma
| Data           | Ora (UTC+9) | Turno       |
| -------------- | ----------- | ----------- |
| 17 luglio 2019 | 10:00       | Preliminari |
| 17 luglio 2019 | 15:30       | Semifinale  |
| 18 luglio 2019 | 20:45       | Finale      |

## Risultati

### Preliminari
| Pos. | Atleta                  | Nazionalità   | Punti  | Note |
| ---- | ----------------------- | ------------- | ------ | ---- |
| 1    | Xie Siyi                | Cina          | 499.15 | Q    |
| 2    | Jack Laugher            | Gran Bretagna | 485.50 | Q    |
| 3    | Woo Ha-ram              | Corea del Sud | 457.70 | Q    |
| 4    | Cao Yuan                | Cina          | 451.35 | Q    |
| 5    | Nikita Šlejcher         | Russia        | 436.30 | Q    |
| 6    | Rommel Pacheco          | Messico       | 427.30 | Q    |
| 7    | David Boudia            | Stati Uniti   | 424.45 | Q    |
| 8    | Michael Hixon           | Stati Uniti   | 423.05 | Q    |
| 9    | Patrick Hausding        | Germania      | 418.25 | Q    |
| 10   | Oliver Dingley          | Irlanda       | 417.95 | Q    |
| 11   | Matthew Carter          | Australia     | 416.35 | Q    |
| 12   | Evgenij Kuznecov        | Russia        | 416.10 | Q    |
| 13   | François Imbeau-Dulac   | Canada        | 409.30 | Q    |
| 14   | Martin Wolfram          | Germania      | 408.55 | Q    |
| 15   | Daniel Restrepo García  | Colombia      | 404.95 | Q    |
| 16   | Oleh Kolodij            | Ucraina       | 402.75 | Q    |
| 17   | Sebastián Morales       | Colombia      | 399.50 | Q    |
| 18   | Rafael Quintero         | Porto Rico    | 396.70 | Q    |
| 19   | Ken Terauchi            | Giappone      | 395.80 |      |
| 20   | Yona Knight-Wisdom      | Giamaica      | 390.20 |      |
| 21   | Kacper Lesiak           | Polonia       | 389.90 |      |
| 22   | Guillaume Dutoit        | Svizzera      | 383.45 |      |
| 23   | Lorenzo Marsaglia       | Italia        | 379.00 |      |
| 24   | Li Shixin               | Australia     | 377.75 |      |
| 25   | Ooi Tze Liang           | Malaysia      | 376.95 |      |
| 26   | Alexis Jandard          | Francia       | 376.90 |      |
| 27   | Mohab Ishak             | Egitto        | 376.75 |      |
| 28   | Shō Sakai               | Giappone      | 375.00 |      |
| 29   | Philippe Gagné          | Canada        | 370.40 |      |
| 30   | Giovanni Tocci          | Italia        | 363.20 |      |
| 31   | Jonathan Suckow         | Svizzera      | 362.65 |      |
| 32   | Adrián Abadía           | Spagna        | 360.35 |      |
| 33   | Kim Yeong-taek          | Corea del Sud | 356.65 |      |
| 34   | Laydel Domínguez        | Cuba          | 352.00 |      |
| 35   | Yury Naurozau           | Bielorussia   | 348.65 |      |
| 36   | Nicolás García          | Spagna        | 348.35 |      |
| 37   | Stanislav Oliferčyk     | Ucraina       | 346.30 |      |
| 38   | Andrzej Rzeszutek       | Polonia       | 344.20 |      |
| 39   | Gwendal Bisch           | Francia       | 341.45 |      |
| 40   | Mark Lee                | Singapore     | 339.85 |      |
| 41   | Chew Yiwei              | Malaysia      | 332.65 |      |
| 42   | Liam Stone              | Nuova Zelanda | 332.15 |      |
| 43   | Angello Alcebo          | Cuba          | 327.80 |      |
| 44   | Juraj Melša             | Croazia       | 326.30 |      |
| 45   | Diego Carquin           | Cile          | 317.70 |      |
| 46   | James Heatly            | Gran Bretagna | 315.40 |      |
| 47   | Youssef Ezzat           | Egitto        | 308.65 |      |
| 48   | Anton Down-Jenkins      | Nuova Zelanda | 307.30 |      |
| 49   | Donato Neglia           | Cile          | 299.50 |      |
| 50   | Alejandro Islas         | Messico       | 295.90 |      |
| 51   | Luis Moura              | Brasile       | 287.95 |      |
| 52   | Kawan Figueredo Pereira | Brasile       | 275.90 |      |
| 53   | Sandro Melikidze        | Georgia       | 269.00 |      |
| 54   | Abdulrahman Abbas       | Kuwait        | 253.45 |      |
| 55   | Davron Botirov          | Uzbekistan    | 251.45 |      |
| 56   | Rungsiman Yanmongkon    | Thailandia    | 218.50 |      |
| 57   | Rashid Al-Harbi         | Kuwait        | 181.80 |      |

### Semifinale
| Pos. | Atleta                 | Nazionalità   | Punti  | Note |
| ---- | ---------------------- | ------------- | ------ | ---- |
| 1    | Xie Siyi               | Cina          | 522.60 | Q    |
| 2    | Cao Yuan               | Cina          | 469.30 | Q    |
| 3    | Jack Laugher           | Gran Bretagna | 468.45 | Q    |
| 4    | David Boudia           | Stati Uniti   | 464.20 | Q    |
| 5    | Nikita Šlejcher        | Russia        | 452.15 | Q    |
| 6    | Rommel Pacheco         | Messico       | 451.55 | Q    |
| 7    | Sebastián Morales      | Colombia      | 448.45 | Q    |
| 8    | Evgenij Kuznecov       | Russia        | 447.55 | Q    |
| 9    | Patrick Hausding       | Germania      | 446.20 | Q    |
| 10   | Oleh Kolodij           | Ucraina       | 438.60 | Q    |
| 11   | Woo Ha-ram             | Corea del Sud | 430.65 | Q    |
| 12   | Michael Hixon          | Stati Uniti   | 428.00 | Q    |
| 13   | Matthew Carter         | Australia     | 420.00 |      |
| 14   | Daniel Restrepo García | Colombia      | 413.95 |      |
| 15   | Martin Wolfram         | Germania      | 403.50 |      |
| 16   | François Imbeau-Dulac  | Canada        | 395.20 |      |
| 17   | Rafael Quintero        | Porto Rico    | 376.45 |      |
| 18   | Oliver Dingley         | Irlanda       | 358.95 |      |

### Finale
| Pos. | Atleta            | Nazionalità   | Punti  |
| ---- | ----------------- | ------------- | ------ |
|      | Xie Siyi          | Cina          | 545.45 |
|      | Cao Yuan          | Cina          | 517.85 |
|      | Jack Laugher      | Gran Bretagna | 504.55 |
| 4    | Woo Ha-ram        | Corea del Sud | 478.80 |
| 5    | David Boudia      | Stati Uniti   | 458.10 |
| 6    | Patrick Hausding  | Germania      | 452.25 |
| 7    | Michael Hixon     | Stati Uniti   | 449.95 |
| 8    | Rommel Pacheco    | Messico       | 443.30 |
| 9    | NNikita Šlejcher  | Russia        | 442.95 |
| 10   | Evgenij Kuznecov  | Russia        | 434.55 |
| 11   | Sebastián Morales | Colombia      | 433.50 |
| 12   | Oleh Kolodij      | Ucraina       | 421.40 |